# Ameer Webb
Ameer Webb (né le 19 mars 1991 à Carson) est un athlète américain, spécialiste du 200 mètres.

## Biographie
Il établit les meilleures performances mondiales de l'année en salle, sur 200 mètres, en 2012 et 2013, en respectivement 20 s 39 et 20 s 37. Il participe en 2014 à l'épreuve du relais 4 × 200 m lors des premiers relais mondiaux, mais l'équipe des États-Unis est disqualifiée à la suite d'un passage de témoin hors zone.
Il porte son record personnel sur 200 m à 20 s 02 en juin 2015, puis à 19 s 91 en avril 2016. 
Le 6 mai 2016, il remporte le 200 m du Meeting de Doha en établissant un nouveau record personnel en 19 s 85. Le 2 juin 2016, lors du meeting de Rome, il remporte l'épreuve du 200 m en 20 s 04, puis se classe quelques minutes plus tard deuxième du 100 m dans le temps de 9 s 94, franchissant pour la première fois de sa carrière la barrière des dix secondes.
En juin 2018, il remporte le titre national sur 200 m à Des Moines.

## Palmarès

### International
| Date | Compétition               | Lieu             | Résultat | Épreuve   | Marque        |
| ---- | ------------------------- | ---------------- | -------- | --------- | ------------- |
| 2014 | Relais mondiaux de l'IAAF | Nassau           | finale   | 4 × 200 m | DQ            |
| 2017 | Relais mondiaux de l'IAAF | Nassau           | 2e       | 4 x 200 m | 1 min 19 s 88 |
| 2017 | Championnats du monde     | Londres          | 5e       | 200 m     | 20 s 26       |
| 2017 | Ligue de diamant          | Ligue de diamant | 2e       | 200 m     | 20 s 01       |
| 2018 | Coupe du monde            | Londres          | 3e       | 200 m     | 20 s 51       |

### National
- Championnats des États-Unis d'athlétisme
  - vainqueur du 200 m en 2017

## Records
| Épreuve | Performance         | Lieu | Date        |
| ------- | ------------------- | ---- | ----------- |
| 100 m   | 9 s 94 (+ 1,0 m/s)  | Rome | 2 juin 2016 |
| 200 m   | 19 s 85 (+ 1,9 m/s) | Doha | 6 mai 2016  |